# Тимошко
Тимошко (на сръбски: Тимочка Крајина или Timočka Krajina; на румънски: Valea Timocului или Timocul) е историко-географска област в Източна Сърбия, разположена по течението на река Тимок, на границата с България и Румъния. Според последното преброяване през 2002 в Тимошко живеят 284 112 души.

## География
Областта Тимошко в общи линии се покрива с територията на днешните сръбски окръзи Борски и Зайчарски. Източната граница на областта е Стара планина (българо-сръбската граница), северната – река Дунав, западната минава по планините Мироч, Велики Гребен, Дели Йован, Кучай, Рътан, Слемен, а южната по Свърлишката планина. Така в Тимошко от север на юг влизат областите:
- Ключ – районът на Кладово и Бърза паланка,
- Неготинска Крайна (бълг. Неготинско) – районът на Неготин,
- Църна река – районът на Църни Тимок с Бор и Зайчар,
- Заглавак – районът на град Княжевац по долината на Бели и Търговишки Тимок и
- Свърлиг районът по долината на Свърлишки Тимок с град Свърлиг.

Така от Борски и Зайчарски окръг извън Тимошко остават областта Поречко или Община Майданпек, която принадлежи към Подунавието и община Соко баня, която принадлежи към Поморавието.
В Сърбия областта е наричана Тимошка Крайна, като се приема, че Неготинска Крайна е само част от Тимошка Крайна.
В България с Крайна се обозначава единствено областта между планината Дели Йован и Дунава – тоест Неготинско.
Румънското разбиране на областта изключва южните части (Княжевацко) и добавя Видинско на изток и Пожаревацко на запад, предвид разпространението на власите в Сърбия и България.

## История

### Средновековие
През Средновековието Тимошко е част от Византия и от българската държава. След VI век в областта се заселват славяни от българската група, наречени тимочани. Според Васил Златарски Тимошко е включено в състава на България при хан Тервел. През X – XI век главен център на южната част на Тимошко е град Свърлиг. В грамота на византийския император Василий II Българоубиец от 1019 година Свърлиг е отбелязан като селище в Нишката епископия на Охридска архиепископия (патриаршия).
През 1279 година в град Свърлиг е съставено така нареченото Свърлижко евангелие – единственият извор, от който се установява истинското име на цар Ивайло, наричан от византийските автори с прякорите му Лахана и Бърдоква. След 90-те години на XIII век и завладяването на Браничевско от крал Стефан Драгутин Тимошко се превръща в гранична област на България. В горното течение на Търговищки Тимок, край село Долна Каменица се намира средновековна църква, в която са запазени изображения на български аристократи от началото на XIV век. При образуването на Видинското царство Тимошко влиза в състава му и споделя съдбата му. През 1365 – 1369 година както и останалите части на Видинското царство, Тимошко е под унгарска власт. През 1408 – 1413 година Тимошко е един от центровете на съпротивителното движение на българите под водачеството на братовчедите Константин ІІ (син на Иван Срацимер) и Фружин (синът на Иван Шишман).

### Османска власт
По време на Османското владичество районът административно принадлежи към Видин. През XV век редица селища запустяват. Още по-голямо запустяване на района става по време на австро-турските войни от края на XVII и началото на XVIII в. Тогава в северната част на областта се увеличава броя на влашкото население – преселници от Влахия и Трансилвания, привлечени от турците като гранично население, ползващо се с повече свободи. Приблизително по същото време в Тимошко се преселват и българи от Тетевенско (в Зайчар, село Голям извор (днес Велики извор), Гърлян и други), както и известен брой бежанци от Косово, които заселват обезлюдените райони. В периода 1717 – 1739 г. част от Тимошоко – района на Черни Тимок (Църна Река) влиза в състава на Мало Влашко (Северинския Банат) от Австрийската империя, по силата на победния за Хабсбургската монархия Пожаревацки мир, заедно с целия Смедеревски санджак (Белградски пашалък). Но последвалото поражение на Австрия, възстановява старото положение съгласно Белгарския мир от 1739 г. Нова вълна от българи напущат домовете си и се установяват в Австрийската империя. Това, че районът е окупиран от Австрия през периода 1718 – 1739 и 1788 – 1791 година заедно със северна Сърбия става причина областта да започне да се счита за политически дял от Сърбия и става предпоставката за бъдещото ѝ предаване на Княжество Сърбия.
В края на 18 в. Белградския пашалък е разделен между четирима еничарски паши, които управляват като самостоятелни господари, а във Видинския санджак се установява Осман Пазвантоглу (еничарин от босненски произход).
През 1805 – 1812 година по време на Първото въстание в Белградския пашалък и Руско-турската война 1806 – 1812 г. населението на областта активно участва във въстанието и подпомага сръбските въстаници и руските войски във/от Влашко. В хода на въстанието през 1807 г. с помощта на Видинския митрополит се провеждат преговори между Кара Георги и турците на остров Адакале. В този момент сръбският вожд е склонен и се съгласи земите му да стигат до р. Велика Морава, а Тимошко, Кюприйско и Пожаревацко да се върнат на Турция. Даже сърбите наричат тази територия „Горна България“.
В района на Църна река, дори за известно време османските части са прогонени. Най-известен водач на местните българи от това време е Хайдут Велко. Той действа в пряка координация с българските войводи от Поречко (Миленко Стайков/ич) и Пожаревацко (Петър Дорянец). По-малко известни български въстаници са Стефан Сингелич от с. Войска, поп Радослав, Милислав.
Тъй като Миленко, Петър и Велко замислят бунт срещу Кара Георги и отделянето на българските земи източно от р. Велика Морава, в последвалото нападение над Неготин от турците, умишлено Велко е оставен сам и не получава помощ от Шумадия. В резултат на това градът е превзет, а Велко загива в бой с турците. Така турците си връщат целия Видински санджак.
Кодификаторът на модерния сръбски език Вук Караджич отбелязва присъствието на българи в Тимошко:
| „ | Бугари сви око Тимока славе Никољ-дан и осим крснога колача, коjи се сиjече као и у Срба, сваки умиjеси по jедан велики сомун, у коjи се метне по читав шаран“ (Всички българи около Тимок славят Никулден и освен кръстния колач, който се реже както и у сърбите, всеки омесва по един голям самун, в който се хвърля цял шаран). | “ |

Българският произход на Велко днес се премълчава от Сърбия, но на времето сръбския народ го е възпял в една народна песен с думите: „Хвала тебе Велко, бугарски витязин, твоjа сабjа сече свуде турски глави“!

### В Сърбия
През 1833 година Тимошко е отстъпено от Османската империя на създаденото на територията на Белградския пашалък през 1830 Княжество Сърбия. Повод за това е голямо въстание на българите в района, избухнало след подстрекателства на сръбски емисари. Следва да се отбележи, че до 1833 година Тимошко, за разлика от по-голяма част на Поморавието, никога не е било част от първата сръбска държава Рашка. Присъединяването на областта е подпомогнато от Русия. Руският емисар к-н Коцебу е изпратен като председател на смесената сръбско-турска комисия за определяне на новата граница. Русия желае Сърбия да получи тази област по стратегически причини. Тимошко е единственият район през който руските войски намиращи се на територията на Влахия биха могли пряко да достигнат до Сърбия.
След 1833 година започват процесите на културна и икономическа интеграция на района със Сърбия и асимилация на българското население. През втората половина на XIX век започва експлоатацията на медните рудници край Бор.
През 1866 година сръбският изследовател доктор Стефан Мачай пише, че все още от старите хора в Княжевацко е могло да се чуе, че сърбите са ги взели и Сърбия ги е завладяла. През 1868 година в Зайчарския затвор е хвърлен и подложен на изтезания Левски заради призивите му към Тимошките българи да се бият за освобождението си от гнета на Великосръбските шовинисти и за присъединението си към бъдещата Свободна България.
Родом от Тимошко, село Велики извор, е големият сръбски политик Никола Пашич, по произход българин. Родом от Зайчар е и известния сръбски политик-социалист и член на Омладината Светозар Маркович. Двамата видни и известни сръбски политици са сред основателите и водачи на най-популярната сръбска партия до образуването на Югославия след края на Първата световна война – Народната радикална партия. Родом от Зайчар е и известния български политик и председател на Поморавския народо-просветен комитет академик Сава Дацов.
В 1873 г. унгарският пътешественик Йожеф Сабо преминава през областта и отбелязва че „славянското“ население е българско, а не сръбско. Публикацията на Сабо предизвиква протест на сръбския посланик в Австро-Унгария.
В навечерието на Освободителната война княз Черкаски съставя карта на българския етнос на Балканите, като отбелязва, че източно от река Велика Морава живеят българи, а не сърби.
През 1883 г. Пашич вдига въстание в Тимошко известно като Зайчарска буна насочено срещу режима на крал Милан (предходната 1882 Милан приема символично в Жича титлата крал подобно на първия сръбски коронован там крал Стефан Първовенчани). След потушаване на въстанието, голяма част от въстаниците намират убежище в България, сред тях е и самият Пашич.
По време на Първата световна война, Тимошко, заедно с Поморавието, от Пожаревец до Призрен и Прищина (Косово) са включени по силата на Тайната българо-германска спогодба към Царство България. Тук българските власти намират едно етнически аморфно население с примеси от власи, с все още жив спомен за българския си произход.
През 1919 година територията на Тимошко се разширява, тъй като съгласно Ньйоския договор от 1919 година към Сърбия са включени Западните покрайнини, в които влизат осем села от Кулска (171,9 km²) и едно от Видинска околия (16,7 km²).

## Население
Според последното преброяване през 2002 в Тимошко (окръзите Борски и Зайчарски) живеят 284 112 души, като от тях:
- сърби – 243 148 (85,58%)
- власи – 23 604 (8,31%)
- цигани – 2723 (0,96%)
- българи, македонци, горани, югославяни – 2269 (0,8%)

## Езици
Населението на Тимошко от Свърлиг до Зайчар говори торлашки диалект, от Зайчар до Неготин на стандартен сръбски език. Във всекидневната си реч власите в Тимошко говорят на влашки. И те както и останалото население използва стандартния сръбски само при формална комуникация. В процес на изчезване е източнобългарският тетевенски говор в Зайчар, Велики извор, Гърлян и други селища, принос за което има и капитулантската политика на Българската държава след 1944 година, която продължава и след 1990 година.

## Стопанство
Тимошко е регион, в който е развита минната промишленост, център на която е Бор и Майданпек. Тук се добива мед и злато. Често, поради остарялата технология, мините в Тимошко замърсяват водите на Тимок и Дунав, като изхвърлят в тях отпадните води при преработването на рудата.
При Железни врата на Дунава са изградени хидроенергийните възли Джердап I и Джердап II.